# Viatge d'Alfons XIII i Primo de Rivera a Itàlia
El viatge d'Alfonso XIII i Primo de Rivera a Itàlia es va produir el novembre de 1923 quan el rei Alfons XIII d'Espanya i la seva consort Victòria Eugènia de Battenberg, acompanyats del dictador Miguel Primo de Rivera, que havia accedit a la prefectura de Govern després d'un cop d'estat el 13 de setembre de 1923, van efectuar una visita oficial en vaixell al Regne d'Itàlia, país en el qual, l'octubre de 1922, Benito Mussolini havia accedit al poder.

## Història
Ja durant els darrers governs de la monarquia constitucional abans del pronunciament de Primo de Rivera, el ministre d'Estat Santiago Alba havia treballat per gestionar un viatge d'Alfons XIII a Itàlia i impulsar un acord comercial. S'acabaria efectuant amb Primo de Rivera al poder. Es va tractar del primer viatge d'un rei d'Espanya a Itàlia des de la unificació. Va tenir lloc en un període de creixent francofòbia de la política exterior espanyola, i es va crear una notable expectació entorn del possible acostament entre dos règims dictatorials, els de Miguel Primo de Rivera i Benito Mussolini, instaurats recentment. Els reis van arribar el dia 16 de novembre a València per embarcar-se. Van ser rebuts al mig de la ruta i escortats per una flotilla de vaixells italians. El 19 de novembre van ser rebuts pels monarques italians a Roma. Durant el viatge, Alfons XIII hauria presentat Miguel Primo de Rivera al monarca italià Víctor Manuel III com a «el meu Mussolini».
Pius XI va oferir una audiència oficial a Alfons XIII el dia 20 de novembre; en aquesta data es presentaria com a «sobirà que jutja com el seu major tint d'honor portar el títol de catòlic». El discurs pronunciat pel monarca espanyol —que Shlomo Ben Ami ha arribat a qualificar d'ultramuntà—, va destacar per un cristianisme excessivament militant, gairebé de croada, que va arribar a deixar descol·locat el mateix pontífex. El Papa va optar per oferir una resposta menys bel·licosa.
El 21 de novembre va tenir lloc un dinar oficial al Palazzo Venezia on Primo va conèixer en persona Mussolini. Primo de Rivera va efectuar lloes cap al dictador italià i va manifestar les seves simpaties pel règim italià, i va arribar a qualificar el Duce com la seva inspiració i mestre. El líder feixista, en comparació amb l'entusiasme de Primo, va efectuar declaracions més mesurades sobre Espanya i el règim de Primo de Rivera, i va qualificar el general gadità com a «cap del feixisme espanyol». Tot i negociar-se un tractat entre Espanya i Itàlia, no va arribar a signar-se.
El rei també va efectuar una visita addicional de caràcter privat al pontífex, i va viatjar a Florència, Bolonya i Nàpols, abans d'embarcar-se de tornada a Espanya des de l'última ciutat.
La delegació va tornar al port de Barcelona l'1 de desembre; allí els van donar la benvinguda 300 membres de La Traza.